# Taboão da Serra
Taboão da Serra este un oraș în São Paulo (SP), Brazilia.